# ماليكا أرورا
ماليكا أرورا (بالهندية: मलाइका अरोड़ा)‏ (ولدت في 23 أغسطس سنة 1973) هي عارضة أزياء هندية وممثلة في بوليوود.

## نشأتها
ولدت ماليكا في مومباي لأم مالايالمية، هي جويس بوليكارب، وأب بنجابي، هو انيل أرورا. وقد عمل والدها في البحرية التجارية. وأختها الصغرى، أمريتا أرورا هي ممثلة في بوليوود.
وأنهت صفها العاشر من مدرسة سوامي فيفيكاناند شيمبور (مومباي). ‏ وكانت خالتها جريس بوليكارب مديرة المدرسة.وهي أيضا من خريجي الصليب المقدس في مدرسة ثانوية ثينمدرسة الصليب المقدس0} حيث درست هناك حتى الصف التاسع. وعاشت في مجتمع بورلا، بخلاف بسنت اسلكي قبل عملها بمهنة عارضة الازياء.

## حياتها المهنية
وقد تم اختيار ماليكا كأحد الفنانات الاستعراضيات، عندما بدأت قناة " إم تي في " عملها في الهند. ثم ارتقت لتعمل كمحاورة على ام.تى.في الهندية، لتصبح أشهر ممثلة، وعارضة ازياء في الهند.
وقد اسندت إليها ال«ام.تى.في» عندما اكتشفت إمكانياتها أدوارا هامة مع سايروس بروتشا في البرنامج الشهير «لف لاين اند ستايل تشيك» ، في احتفالات «اوورد» والحفلات الموسيقية على القناة تلفزيونية. ثم دخلت بعد ذلك إلى عالم الأزياء. وعملها كاعارضة ازياء كان على نفس مستوى النجاح.
وقد ظهرت ماليكا في العديد من الإعلانات، وكذلك في سلسلة من الرقص والغناء، مثل شيايا شيايا ‏ في فيلم ديل سي وماهى في في كانتى ، وحصلت فيه على لقب، قنبلة الجنس. ومنذ ذلك الحين وهي تركز على مهنتها كاعارضة ازياء.
في عام 2005، قامت بمجموعة رقصات، كال دامال في فيلم كال  . وأيضا قامت مؤخرا باستعراض ماهيش بابو لـالتيلوجو فيلم. وفي عام 2007، قامت بأداء أغنية فيلم هيى بيبى إخراج ساجد خان وأغنية أخرى معروفة لـأوم شانتي أوم التي أخرجتهافرح خان وهي شقيقة ساجد.

## حياتها الشخصية
كانت زوجة فنان بوليوود ارباز خان الذي قابلته أثناء تبادل تصوير اعلان قهوة. وانجبا بعد ذلك ابنهم «ارهان». وشقيقتها الممثلة أمريتا أرورا، وصهارها أيضا ممثلين، سلمان خان وسهيل خان. وأبو زوجها هو كاتب السيناريو الشهير السيد «سليم خان».
وقد قال ارباز في مقابلة شخصية «انها توازن بين عملها وبيتها وطفلها بشكل جميل». كما قالت أمريتا في برنامج كوفى الشهير مع كاران انها لا تعرف أحدا في بوليوود قد حافظ على رشاقته، كماليكا، حتى بعد انجابها.

## قائمة أفلامها
| العام              | الفيلم                   | الدور                                 |
| ------------------ | ------------------------ | ------------------------------------- |
| 1993               | اجا مري جان              |                                       |
| 1998               | ديل سي                   | راقصة على قطار (الأغنية شيايا شيايا) ‏ |
| 2000               | بيتشو(Bichhoo) بيتشو (0} | كيران (ظهور خاص)                      |
| 2001               | الهندي                   |                                       |
| 2002               | كانتى                    | ليزا                                  |
| 2002               | ما توجهى سلام            | ظهور خاص                              |
| 2003               | البطل                    | أم ريشما                              |
| وأخيرا في عام 2005 | كال                      | ظهور خاص في أغنية كال دامال           |
| 2007               | هيي بابي                 | ظهور الخاص في أغنية الفيلم            |
| 2007               | اثيدهى                   | ظهور خاص في أغنية (تيلوغو فيلم)       |
| 2007               | أوم شانتي أوم            | ظهور خاص في أغنية ديفانغي ديفانغي     |
| 2007               | مرحبا                    | ظهور خاص في أغنية هوث راسيلى          |
| 2008.              | ايمى                     | نانسي                                 |
| 2009               | اهلا الهند               | ظهور خاص في أغنية                     |

### ناتش بيلى
كما ظهرت ماليكا في البرنامج التلفزيوني ناتش بيلى بوصفها أحد الحكام الثلاثة وأذيع البرنامج على الهواء على ستار وان في منتصف 2005، واستمرت في منصب الحاكم في ناتش بيلى 2 الذي بدأ بثه على الهواء في الربع الأخير من عام 2006. وفي ذلك أيضا، قدمت العديد من الاستعراضات كنموذج لجميع المتسابقين.

### زارا ناتشك ديكا
كما حكمت ماليكا في برنامج زارا ناتشك ديكا كحكم مع الممثل الهندي شانكى باندي.

## وصلات خارجية
- ماليكا أرورا على موقع IMDb (الإنجليزية)
- ماليكا أرورا على موقع أول موفي (الإنجليزية)
- ماليكا أرورا على موقع قاعدة بيانات الفيلم (الإنجليزية)
- ماليكا أرورا على موقع كينوبويسك (الروسية)